# 馬場菜緒
馬場 菜緒（ばば なお、12月27日 - ）は、日本の女性声優。徳島県出身。ネクシード預かり所属。

## 経歴
関西大学文学部卒業。ケンユウオフィス、ネクシードチャレンジ塾卒業。

## 人物
趣味は女子プロレス観戦、イラスト。

## 出演作品

### テレビアニメ
- ブラッククローバー（2019年、女性）

### ゲーム
- Asgard's Wrath（アストリッド）
- Exos Heroes（ホークアイ、モニカ）
- A3!（作業員、男の子）
- 宮ノ計（霜梅、柳葉、花売り婆さん、花木蘭、虞姫）
- 陰陽師本格幻想RPG 千姫絵巻（人魚E、おばあちゃん）
- デュエル・マスターズ プレイス第7弾（ドラゴンの執事ニャンパッタ 他）

### ドラマCD
- 抱かれたい男1位に脅されています。6巻（ロドリゲス時子、アントニオ幼少期）
- DIG-ROCK Impish Crow BreakTime（仲居）

### 吹き替え

#### 映画
- アナザー・シンプル・フェイバー
- VETERAN ヴェテラン リベンジ（ムーア）
- ガラスの城の約束（リホッキー夫人 他）
- ザ・コントラクター（ジャック）
- ザ・ブック・オブ・ヘンリー（モリス〈ジャクソン・ニコール〉、リア〈ドネッタ・ラヴィニア・グレイズ〉）
- 3分間の再会（女性 他）
- 事故物件 歪んだ家（不動産社長）
- シン・アナコンダ（アリソン）
- シン・オクトパス（副官）
- シン・クロコダイル（チェンの妻）
- 素晴らしき哉、人生!（ティリー〈メアリー・トリーン〉）
- タイムボム 爆弾解除、ミスしたら即死。（フェラー）
- デーモン・ハンターズ（カーリー）
- デンジャラス・ガイズ（ジーニー）
- バーニング・ダウン 爆発都市（ウォン教授、プン・センフォン少年 他）
- ヤドリギ農場のメリークリスマス（ケイラ）
- ラブ・アゲイン2度目のプロポーズ（ホンナン〈キム・ヒョンスク〉）
- レディ・ソルジャー（ナンシー）
- ワイルド・ロード（ヴィック）

#### ドラマ
- クイーン・オブ・ザ・サウス 〜女王への階段〜 シーズン4（ナンシー〈スヘイラ・エル・アッタール〉、弁護士〈サリー・グラナー〉）
- グランド・アーミー（マヤ〈グレンナ・ウォルターズ〉、面接官〈ミシェル・ハースト〉）
- 黒い王妃 カトリーヌ・ド・メディシス（エレオノール）
- ザ・クラウン シーズン4（ヒーガーティ〈アンネット・バッドランド〉、ダイアナのメイド〈エイリーン・ダンウッディ〉）
- ザ・ルーキー 40歳の新米ポリス!?（シェフ〈シャノン・コーベイル〉、パウラ）
- デュードが僕を強くした（ワカウスキ先生〈ジル・モリソン〉）
- トランスペアレント フィナーレ（タラ〈レスリー・マルゲリータ〉）
- ビバリーヒルズ再会白書（女性重役）
- ベイカー街探偵団（ローラ〈エマ・カニフェ〉、娼婦〈スージー・チャード〉、看護婦〈タニア・ヌワチュクウ〉）
- ホーンテッド: 衝撃の超常現象 シーズン2（ルーペ、少年オスカル）

#### アニメ
- キャッチ!ティニピン（チャムピン、レイモン、おばあさん、老婦人、赤ちゃんの母親）
- キラキラキャッチ!ティニピン（コチョピン）
- グリムの国のおそろし物語（ドッティ）
- バッドガイズ（警官A）
- ハロー、ニンジャ!（パズラー、司会者）
- ビッグシティ・グリーン（ヤギ、ニワトリ3）
- ふしぎの国 アンフィビア（トゥッティ）
- ボージャック・ホースマン（キャロル、ジョアン、レナータ 他）
- マーベル スパイダーマン（バス運転手）

### ボイスオーバー
- ウソつきはどっち!?
- 大空の覇者たち 現在の覇者（二）
- 巨大生物 進化の秘密
- 地球ものがたり　中米グアテマラの大自然（二）
- バ科学6
- 冒険!世界ミステリーハンター2
- メイクアップ・スター
- 野生動物を救え!（ファニータ 他）

### 舞台
- KAMIJO JAPAN TOUR 19 "PERSONA GRATA"